# メトロリンク日本橋
メトロリンク日本橋（メトロリンクにほんばし、英名:Metrolink Nihonbashi）は、東京駅の東側（東京都中央区日本橋・京橋・八重洲地区）を循環する無料巡回バスである。片方向のみの運転である。日の丸自動車興業が運行し、運行経費は周回ルート沿線の企業・施設・団体の協賛金で賄っている。2004年（平成16年）3月18日開業。

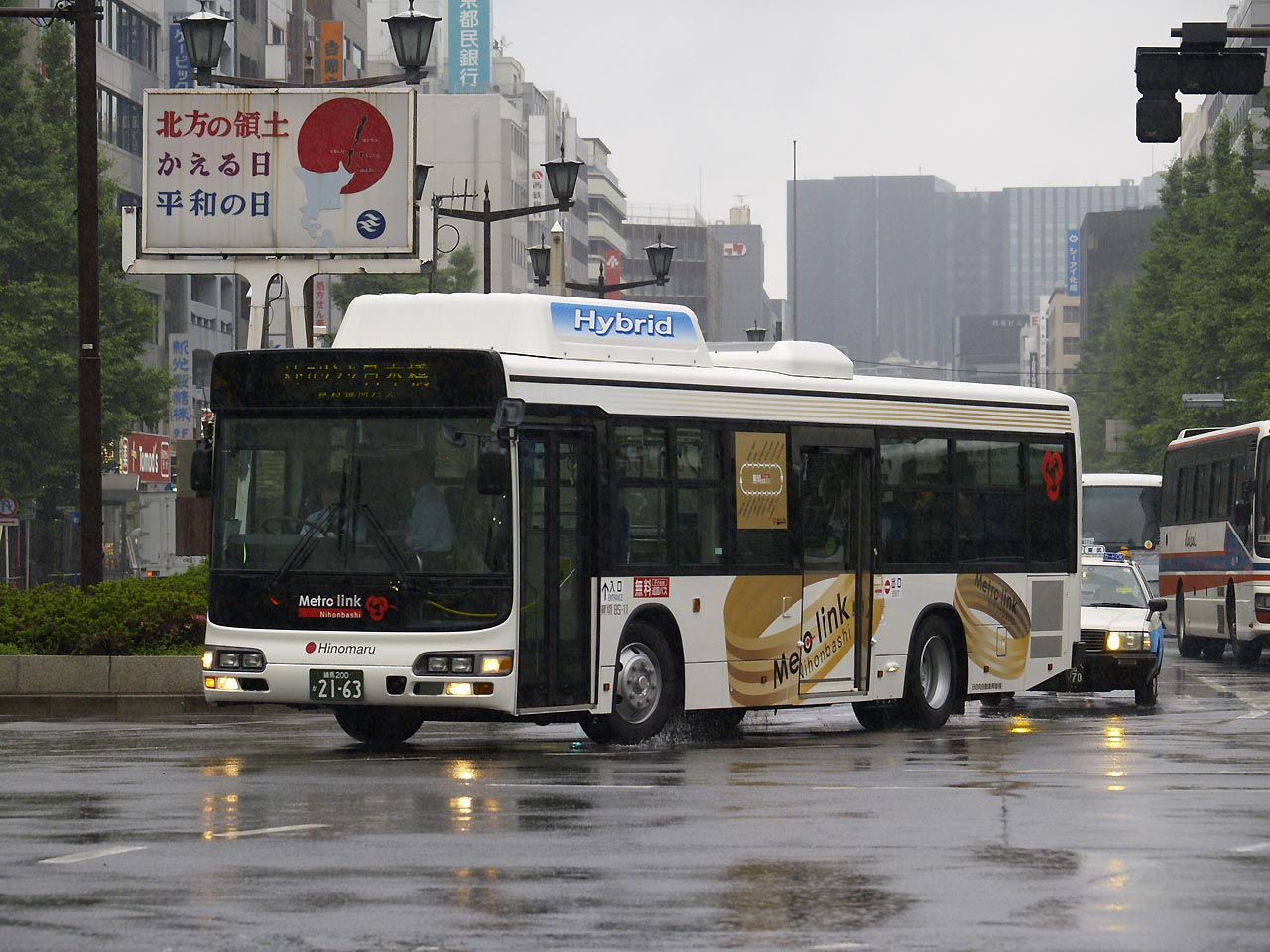
メトロリンク日本橋

本項においては、2016年（平成28年）10月1日開業の、メトロリンク日本橋Eライン（メトロリンクにほんばしイーライン）（英名:Metro Link Nihonbashi E-Line）についても述べる。従来のルートについては、「Eライン」と区別するため、かつて「メトロリンク日本橋バスナビシステム」で表示されていたコース名に基づき、「日本橋循環新ルート」、日本橋循環新ルートへの経路変更前のものは「日本橋循環」と表記する。
また、以下、「北循環」と記した場合は「江戸バス北循環」、「南循環」と記した場合は「江戸バス南循環」、「晴海ライナー」と記した場合は「晴海ライナー銀座・八重洲線晴海01系統」を示すものとする。

## メトロリンク日本橋（日本橋循環新ルート・日本橋循環）

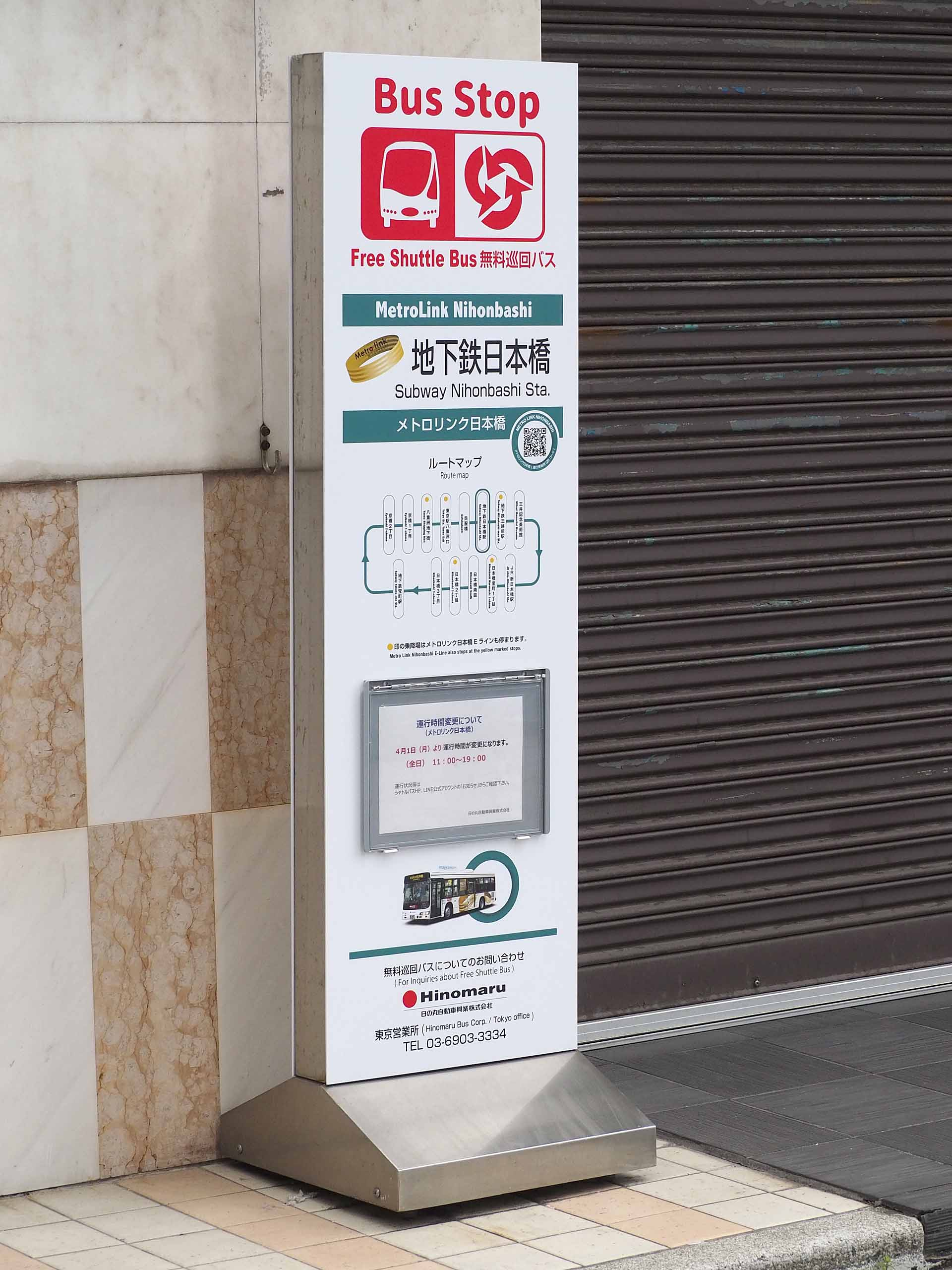
日本橋循環単独区間の停留所標識（地下鉄日本橋駅）

### 概要
1999年(平成11年)1月31日に閉店した東急百貨店のルーツである日本橋店(旧白木屋本店)跡地の再開発事業として、三井不動産と東急不動産により、COREDO日本橋が、2004年(平成16年)に竣工、同年3月30日に開業した。このCOREDO日本橋の開業にあわせて、2004年(平成16年)3月18日に開業したのがメトロリンク日本橋である。既に、2000年(平成12年)4月開業の東京ベイシャトルと、2003年(平成15年)8月22日開業の丸の内シャトルが運行されていて、メトロリンク日本橋は、都内3か所目の日の丸自動車興業による無料巡回バスとして開業した。メトロリンク日本橋の開業には、日本橋地区の回遊性を高めて、少しでも日本橋の来街者を増やそうという試みの意味も込められていた。メトロリンク日本橋(日本橋循環新ルート)は、日本橋地区を南北に結び、現在では、年間約80万人に利用されていて、その認知度も高い。

### 運行経路

#### 2015年4月1日から現在の経路(日本橋循環新ルート)
| 番号 | 停留所名         | 停留所位置                                                              | 接続路線・備考 |
| ---- | ---------------- | ----------------------------------------------------------------------- | --- |
| 1    | 東京駅八重洲口   | 第二鉃鋼ビル Eラインと停留所共用                                        | 東京駅 - 東日本旅客鉄道: 東北新幹線・山形新幹線・秋田新幹線・上越新幹線・北陸新幹線・ 中央線（快速）・ 山手線・ 京浜東北線・ 東海道線・ 上野東京ライン・ 横須賀・総武線（快速）・ 京葉線 - 東海旅客鉄道: 東海道新幹線 |
| ↓    | -                | -                                                                       | 呉服橋交差点を右折。 |
| ↓    | -                | -                                                                       | 永代通り(国道1号)経由 |
| 2    | 呉服橋           | 北循環と停留所共用                                                      | 大手町駅 - 東京地下鉄: 丸ノ内線・ 東西線・ 千代田線・ 半蔵門線 - 都営地下鉄: 三田線 |
| 3    | 地下鉄日本橋駅   | 東京建物日本橋ビル                                                      | 日本橋駅 - 東京地下鉄: 銀座線・ 東西線 - 都営地下鉄: 浅草線 |
| ↓    | -                | -                                                                       | 中央通り経由 |
| 4    | 地下鉄三越前駅   | 三越本店新館 Eラインと停留所共用                                        | 三越前駅 - 東京地下鉄: 銀座線・ 半蔵門線 |
| 5    | 三井記念美術館   | 日本橋三井タワー                                                        | Eラインは通過。 |
| ↓    | -                | -                                                                       | 日本銀行本店裏経由 |
| ↓    | -                | -                                                                       | 江戸通り(国道6号)経由 |
| 6    | JR新日本橋駅     | JPビル(ユニチカビル) 北循環「新日本橋駅(中外製薬前)」と停留所共用       | Eラインは通過。 新日本橋駅 - 東日本旅客鉄道: 総武線（快速） 神田駅 - 東日本旅客鉄道: 山手線・ 京浜東北線・ 中央線（快速）                                                                                             |
| ↓    | -                | -                                                                       | 中央通り経由 |
| 7    | 日本橋室町一丁目 | COREDO室町1 Eラインと停留所共用                                         | 三越前駅 - 東京地下鉄: 銀座線・ 半蔵門線 |
| 8    | 日本橋南詰       | 日本橋西川                                                              | |
| ↓    | -                | -                                                                       | 中央通り(国道15号)経由 |
| 9    | 日本橋二丁目     | 髙島屋東京店 晴海ライナー「日本橋髙島屋」停留所手前 Eラインと停留所共用 | 日本橋駅 - 東京地下鉄: 銀座線・ 東西線 - 都営地下鉄: 浅草線 |
| 10   | 日本橋三丁目     | DIC本社                                                                 | Eラインは通過。 |
| ↓    | -                | -                                                                       | 日本橋三丁目交差点を左折。 |
| ↓    | -                | -                                                                       | 八重洲通り経由 |
| ↓    | -                | -                                                                       | 昭和通り経由 |
| 11   | 地下鉄宝町駅     | 兼松ビルディング                                                        | 宝町駅 - 都営地下鉄: 浅草線 |
| ↓    | -                | -                                                                       | 鍛冶橋通り経由 |
| ↓    | -                | -                                                                       | 中央通り経由 |
| 12   | 京橋二丁目       | 京橋エドグラン再開発棟                                                  | 京橋駅 - 東京地下鉄: 銀座線 |
| 13   | 京橋一丁目       | 京橋千疋屋京橋本店                                                      | |
| ↓    | -                | -                                                                       | 日本橋三丁目交差点を左折。 |
| ↓    | -                | -                                                                       | 八重洲通り経由 |
| 14   | 八重洲地下街     | 八重洲ダイビル Eラインと停留所共用                                      | 2016年(平成28年)10月1日のEライン開業と同時に新設。 2015年(平成27年)3月31日までの日本橋循環の経路の「八重洲地下街入り口」と同位置。                                                                                    |
| ↓    | -                | -                                                                       | 外堀通り経由 |
| 1    | 東京駅八重洲口   | 同上                                                                    | 同上 この先、呉服橋方面へ続けて乗車できる。 |

#### 開業時から2015年3月31日までの経路(日本橋循環)
| 番号 | 停留所名           | 停留所位置                                                    | 接続路線・備考                                                                                       |
| ---- | ------------------ | ------------------------------------------------------------- | --- |
| 1    | 東京駅八重洲口     | 現在と同じ                                                    | 現在と同じ                                                                                           |
| ↓    | -                  | -                                                             | 「東京駅八重洲口」→「日本橋三丁目」は現在の日本橋循環新ルートと同じ経路・同じ停留所。                |
| 10   | 日本橋三丁目       | 現在の日本橋循環新ルートと同じ                                | 現在の日本橋循環新ルートと同じ                                                                       |
| ↓    | -                  | -                                                             | 日本橋三丁目交差点を直進。                                                                           |
| ↓    | -                  | -                                                             | 中央通り経由                                                                                         |
| 11   | 京橋一丁目         | 新八重洲ビル戸田建設本社                                      | |
| ↓    | -                  | -                                                             | 鍛冶橋通り経由                                                                                       |
| 12   | 地下鉄京橋・宝町駅 | 東熱ビル                                                      | 京橋駅 - 東京地下鉄: 銀座線 宝町駅 - 都営地下鉄: 浅草線                                              |
| ↓    | -                  | -                                                             | 昭和通り経由                                                                                         |
| ↓    | -                  | -                                                             | 八重洲通り経由                                                                                       |
| 13   | 八重洲駐車場入り口 | 石橋財団アーティゾン美術館 北循環「八重洲通り西」と停留所共用 | |
| ↓    | -                  | -                                                             | 日本橋三丁目交差点を直進。                                                                           |
| 14   | 八重洲地下街入り口 | 八重洲ダイビル                                                | 2016年(平成28年)10月1日のEライン開業と同時に日本橋循環新ルートに新設された「八重洲地下街」と同位置。 |
| ↓    | -                  | -                                                             | 外堀通り経由                                                                                         |
| 1    | 東京駅八重洲口     | 同上                                                          | 同上 この先、呉服橋方面へ続けて乗車できる。                                                          |

#### 備考
- 運行時間は、11時00分から19時00分まで。通常は3台のバスが担当する。運行開始の11時には、「東京駅八重洲口発」・「JR新日本橋駅発」・「地下鉄宝町駅発」の便が始発便として設定され、環状運転に入る。運行終了の19時に近い時間帯には、「東京駅八重洲口行」・「日本橋三丁目行」・「JR新日本橋駅行」の便が最終便として設定され、これらのバスが終点に到着すると、運行終了とされ、バスは回送される。なお、運行時間帯は、バス3台を5人の運転手が交代で運行しており、これをバス1台当たりの費用に換算すると、1ヶ月あたり200万円～250万円ほどである[6][7]。

- 一周あたりの距離は約4.1km、所要時間は約35分である。元日(1月1日)を除き、毎日運行される。基本的に休日の迂回運行や停留所の休止はないが、箱根駅伝の復路(1月3日)と東京マラソン開催日は交通規制の関係で日中の便が全区間運休される。また、運行経路全体で、中央通りの通行止めが行われる場合も、その時間帯の便が全区間運休される。
- 「日本橋二丁目」で乗務員(運転手)の交代が行われることがある。
- 日本橋の橋の上でイベントが行われる場合は呉服橋経由で迂回運行され、「呉服橋」・「地下鉄日本橋駅」・「日本橋南詰」が休止される。
- 全ての停留所に必ず停車して、一旦扉を開ける。路線バスの一般バス停との共用停留所を除き、停留所前のビル(敷地内もしくはビル壁面)に案内板(停留所標識)を設置している(路上ではない)。

### 沿革
- 2004年(平成16年)
  - 3月18日 - 開業[1]。タービン電気バス2台による15分間隔運転[1]。
  - 8月 - 専用予備車を導入。
- 2006年(平成18年)6月 - 運行間隔を10分間隔に短縮、3台運行とするためエアロミディMEを2台導入。
- 2008年(平成20年)8月 - 燃料にバイオディーゼルを導入
- 2009年(平成21年)5月 - 日野・ブルーリボンシティハイブリッドを導入。
- 2015年(平成27年)4月1日 - 京橋・宝町エリアの経路を変更[14]。変更内容は、日本橋三丁目交差点から先、京橋・宝町エリアを一周する際の経路を逆方向にするもの。「地下鉄京橋・宝町駅」・「八重洲駐車場入り口」・「八重洲地下街入り口」を廃止。「地下鉄宝町駅」・「京橋二丁目」を新設。「京橋一丁目」を移転の上、改番。本項においては、当時「メトロリンク日本橋バスナビシステム」で表示されていたコース名に基づき、この経路変更の前の経路を「日本橋循環」、経路変更の後の経路を「日本橋循環新ルート」と表記している。
- 2016年(平成28年)
  - 9月12日 - 第二鉄鋼ビル前の建て替え工事の終了に伴い、「東京駅八重洲口」が移転し、北循環と晴海ライナーの停留所との共用を終了。
  - 10月1日 - Eライン開業と同時に、「八重洲地下街」をかつての「八重洲地下街入り口」の位置に新設。「東京駅八重洲口」・「地下鉄三越前駅」・「日本橋室町一丁目」・「日本橋二丁目」・「八重洲地下街」のEラインとの停留所の共用を開始。
  - 12月14日 - バスの運行情報の提供を、従来のウェブサイト「メトロリンク日本橋バスナビシステム」に加えて、スマートフォン・タブレット端末向けの無料のAndroid用公式アプリケーション「無料巡回バス」でも開始[15]。
- 2017年(平成29年)
  - 1月16日 - Android用に加えて、無料のiOS用公式アプリケーション「無料巡回バス」でも、バスの運行情報の提供を開始。また、アプリケーションの内容と同一の内容を表示するウェブサイトも17時00分に公開[15][16]。
- 2020年（令和2年）
  - 4月8日 - 2019年に発生した新型コロナウイルス感染症 (COVID-19)による緊急事態宣言を受けてこの日より全便運休。
  - 6月8日 - 緊急事態宣言の解除を受けてこの日より運行再開。
  - 11月13日 - 協賛各社によるプレゼントキャンペーンを2021年1月17日まで実施[17]。
- 2024年（令和6年）
  - 4月1日 - 運行時間帯を縮小、11時から19時とする[18]。

### 名称
メトロリンク日本橋の「メトロリンク」(Metro Link)は、「メトロポリタン・リンケージ」(Metropolitan Linkage)の略語であり、「都市部(Metropolitan)の活性化を目的に複数地域や鉄道・地下鉄・バスターミナル等を有機的に結ぶ(Linkage)無料巡回バス」という意味が込められている。

### テーマカラー
Eラインとは違い、テーマカラーは明確には定められていない。しかし、公式サイトにおいては、車体に描かれている「江戸名所図屏風」の色である金色■が、日本橋循環・日本橋循環新ルートを意味する色として用いられている。後述の公式アプリでは、青緑色■が、日本橋循環新ルートを意味する色として用いられ、停留所の標識などにも用いられている。また、現地では赤色■も多く用いられる。

### 車両
開業当初は丸の内シャトルと同型のニュージーランド・デザインライン製ボディのタービン電気バス2台が専属で充当されていた。
- EV-02 LYTTELTON（リトルトン）
- EV-03 AUCKLAND（オークランド）

車体は白地に金色の輪が2つ描かれており、輪の部分には「江戸名所図屏風」の日本橋・京橋界隈が描かれている。メトロリンク日本橋開業前は足慣らしを兼ねて丸の内シャトルで運用されていた。
点検時は丸の内シャトル同様東京ベイシャトルと同型のデザインライン／MAN製ディーゼル車が充当されていた。但し予備車の場合、行き先表示は字数の関係で"NIHONBASHI SHUTTLE"（日本橋シャトル）または"HINOMARU"と表示されるが、一部の車両は表示部分をステッカーで覆っている。

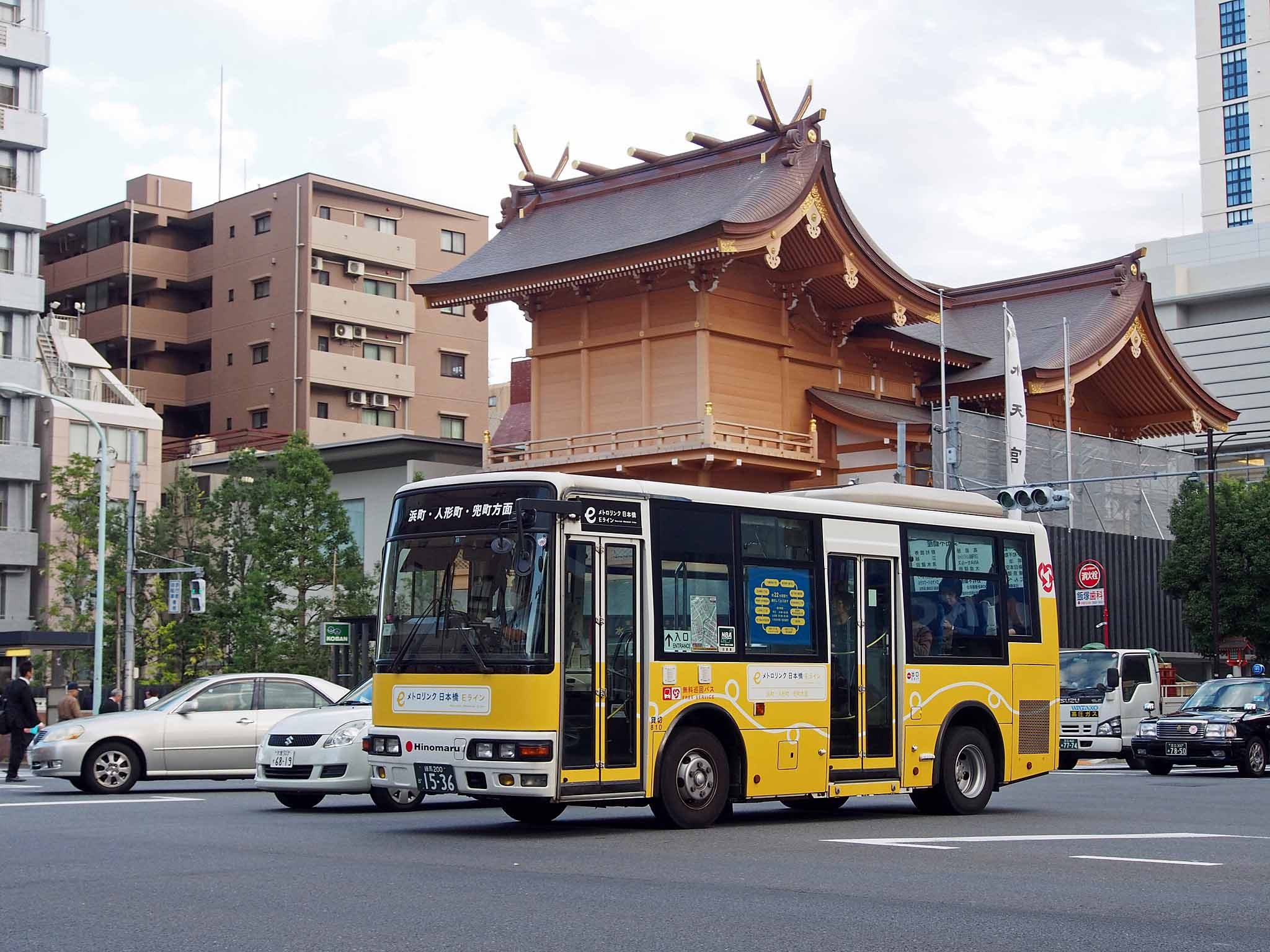
Eライン専用車（エアロミディME）

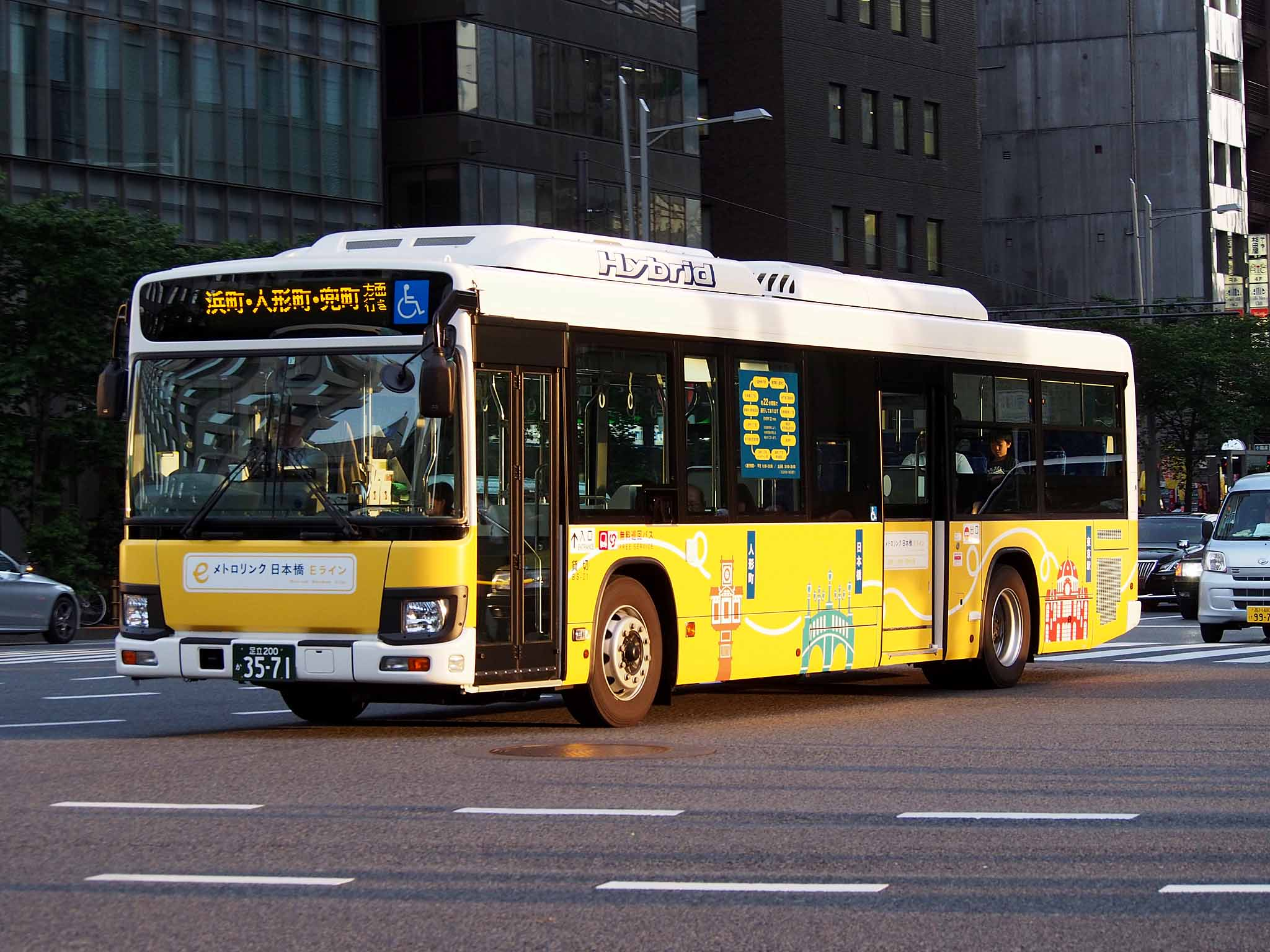
Eライン専用車（ブルーリボンハイブリッド）

2006年(平成18年)6月に15分間隔から10分間隔に増発された際に日本銀行本店裏の一方通行路を曲がりやすいように三菱ふそう・エアロミディMEが2台追加投入され、タービン電気バスとあわせて専用車は5台（使用3台）となった。
2009年(平成21年)には日野・ブルーリボンシティハイブリッドを投入しており、国産車の比率が高まっている。
2008年8月より燃料に沿線の飲食店から発生した廃食用油を10%混合したBDFを採用していた。また2024年10月よりユーグレナ製の次世代バイオ燃料「サステオ」を使用している。
車内にキューブ型PCが接続された液晶ディスプレイを備え、映像広告を流している。

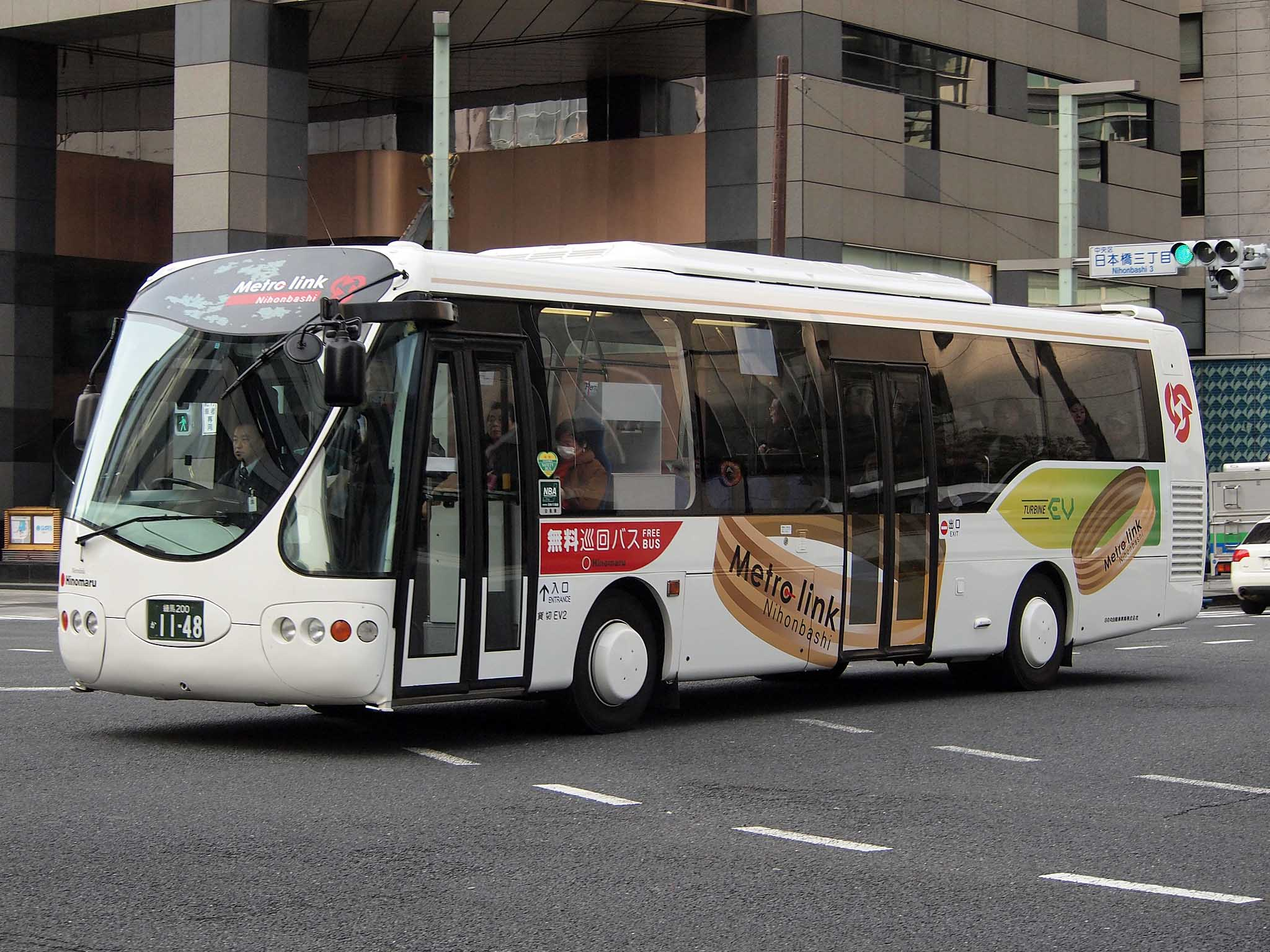
開業時に導入された車両
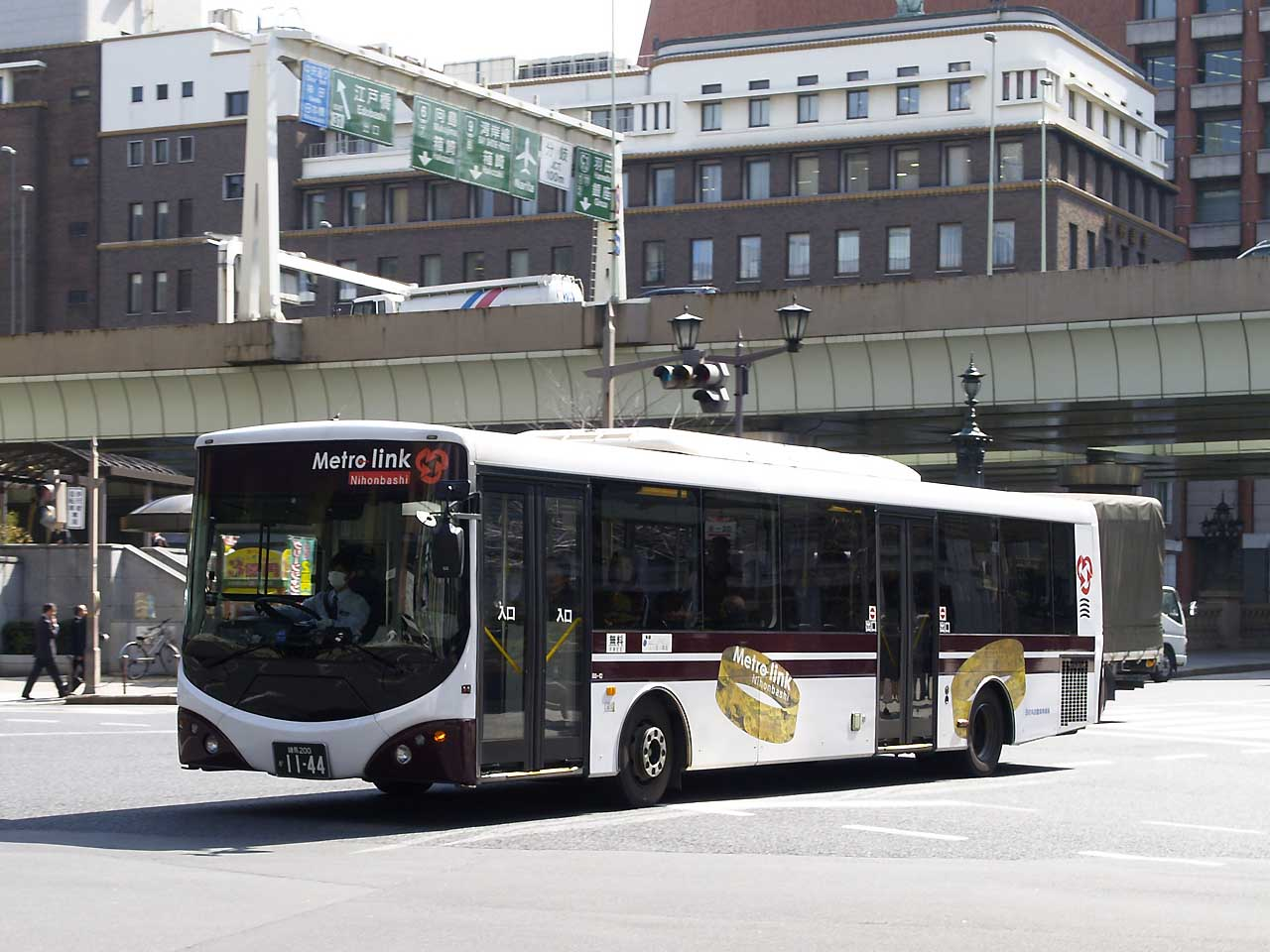
予備車（日本橋北詰）
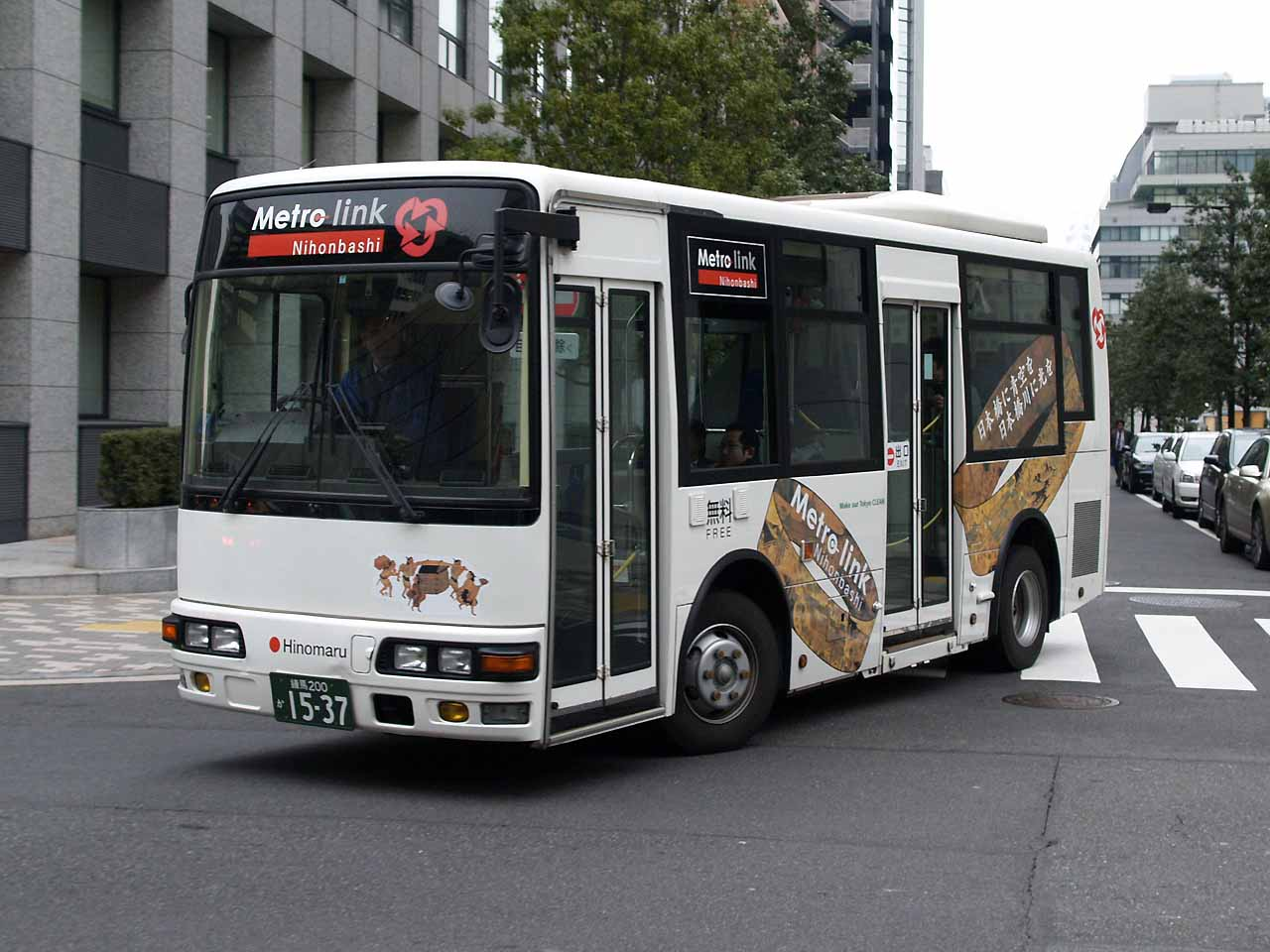
エアロミディME（日本橋室町・日本銀行本店裏）

### 運行情報提供
開業から12年半の間、バスの運行情報は、「現在バスがどことどこの停留所の間を走行中か」ということのみを、ウェブサイト「メトロリンク日本橋バスナビシステム」のみで提供していたが、2016年12月14日からはAndroid用の、さらに2017年1月16日からはiOS用の、スマートフォン・タブレット端末向けの無料の公式アプリケーション「無料巡回バス」でも、運行情報の提供を開始した。Android用はGoogle Playにて、iOS用はiTunesにて、無料でダウンロードの上、インストールすることにより、入手することができる。このアプリケーションは、もともと丸の内シャトルについてのアプリケーションとして開発・配布されていたものが、日本橋循環新ルートとEラインにも追加で対応したものであり、もともとこのアプリケーションがインストールされていた端末には、アプリケーションのアップデートという扱いで配布された。また、日本橋循環新ルートとEラインへの対応に伴い、アプリケーションの名称も、「丸の内シャトルアプリ」から「無料巡回バス」に改められた。アプリケーション上では、「地図上におけるバスの正確な位置情報」・「各停留所に次のバスとその次のバスがあと何分後に到着するか」・「各停留所の始発と終発のバスの発車時刻とその終点」・「各停留所の周辺の施設情報」・「現在地から最寄りの停留所までの道案内」が提供されている。iOS用のアプリケーションの公開と同日の17時00分に、アプリケーションの内容と同一の内容を表示するウェブサイトも公開された。また、日本橋循環新ルートの公式ウェブサイトでも同一の内容が表示されるようになった。

### 協賛企業・後援団体
丸の内シャトルは三菱グループ色が強いのに対し、メトロリンク日本橋では三越と三井不動産の影響で三井グループが目立つが、丸の内シャトルほど企業グループ色は強くない。こちらも一部企業が車内の液晶ディスプレイでCMを放映している（太字）。なお、開業以来、自治体からの支援は受けておらず、すべて民間企業による協賛によって成り立っている。協賛のメリットとして、車内外を広告として使用できるといった目に見える形のものもあるが、基本的には、地元をみんなで盛り上げていこうという街おこしの一環である。

#### 現在の協賛企業・後援団体

##### 協賛企業
- 三井不動産
- 三越（地下鉄三越前駅最寄り）
- 清水建設
- 信金中央金庫
- 住友不動産
- 髙島屋（「日本橋二丁目」最寄り）
- 鉃鋼ビルディング
- 東京建物
- 日本土地建物
- 野村證券
- 野村不動産
- ブリヂストン（「八重洲駐車場入り口」最寄り）
- 三井住友建設
- K&K国分
- 榮太樓總本鋪
- 鹿島建設
- 千疋屋総本店
- タナチョー
- 東京都道路整備保全公社
- 奈良まほろば館
- にほんばし島根館（「日本橋室町一丁目」最寄り）
- 日本橋西川
- にんべん
- 三井記念美術館（「三井記念美術館」最寄り）
- 明治座
- 明治屋
- 山形屋海苔店
- 山本海苔店
- 山本山
- DIC（「日本橋三丁目」最寄り）

##### 後援団体
- 日本橋倶楽部
- 東京中央大通会
- 室町大通会
- 名橋「日本橋」保存会
- 日本橋地域ルネッサンス100年計画委員会

#### 過去の協賛企業・後援団体

##### 協賛企業
- 大成建設
- 東京電力
- シティバンク銀行
- 新日鉄都市開発
- 戸田建設（「京橋一丁目」最寄り）
- 八重洲地下街（25番口が「八重洲地下街入り口」最寄り）
- 東京国立近代美術館フィルムセンター（「地下鉄京橋・宝町駅」最寄り）

## メトロリンク日本橋Eライン

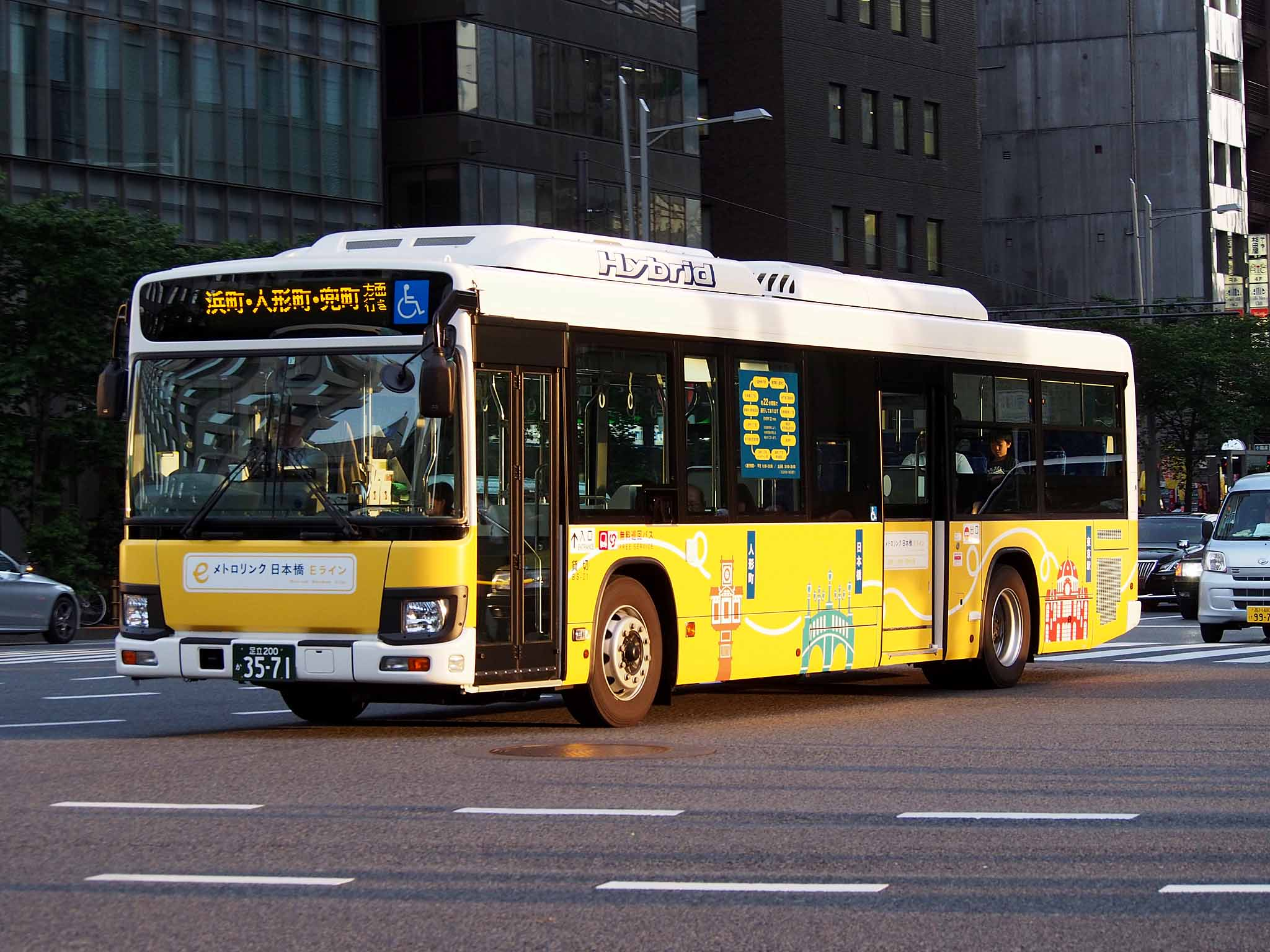
メトロリンク日本橋Eライン

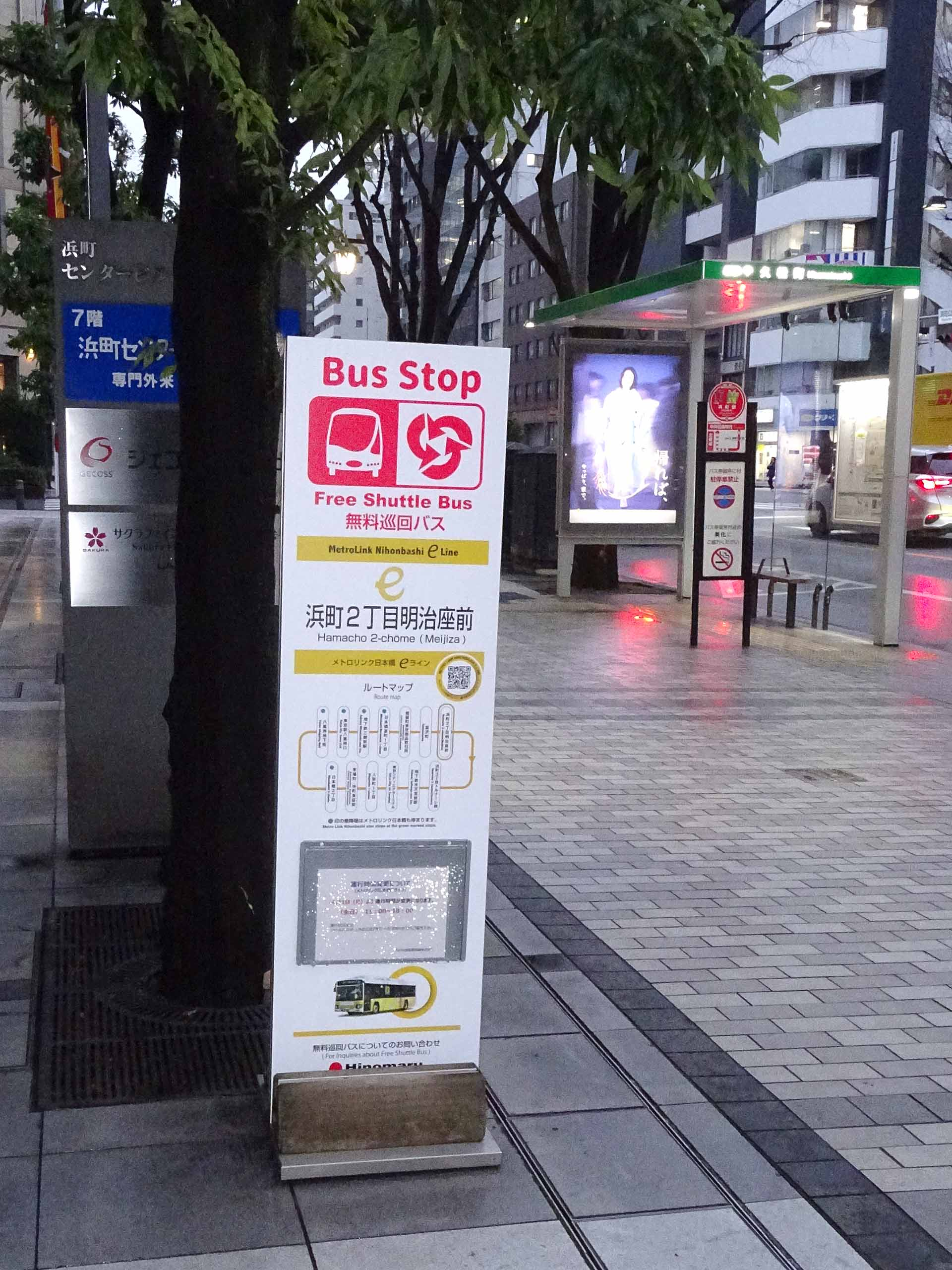
Eライン単独区間の停留所標識（浜町二丁目明治座前）

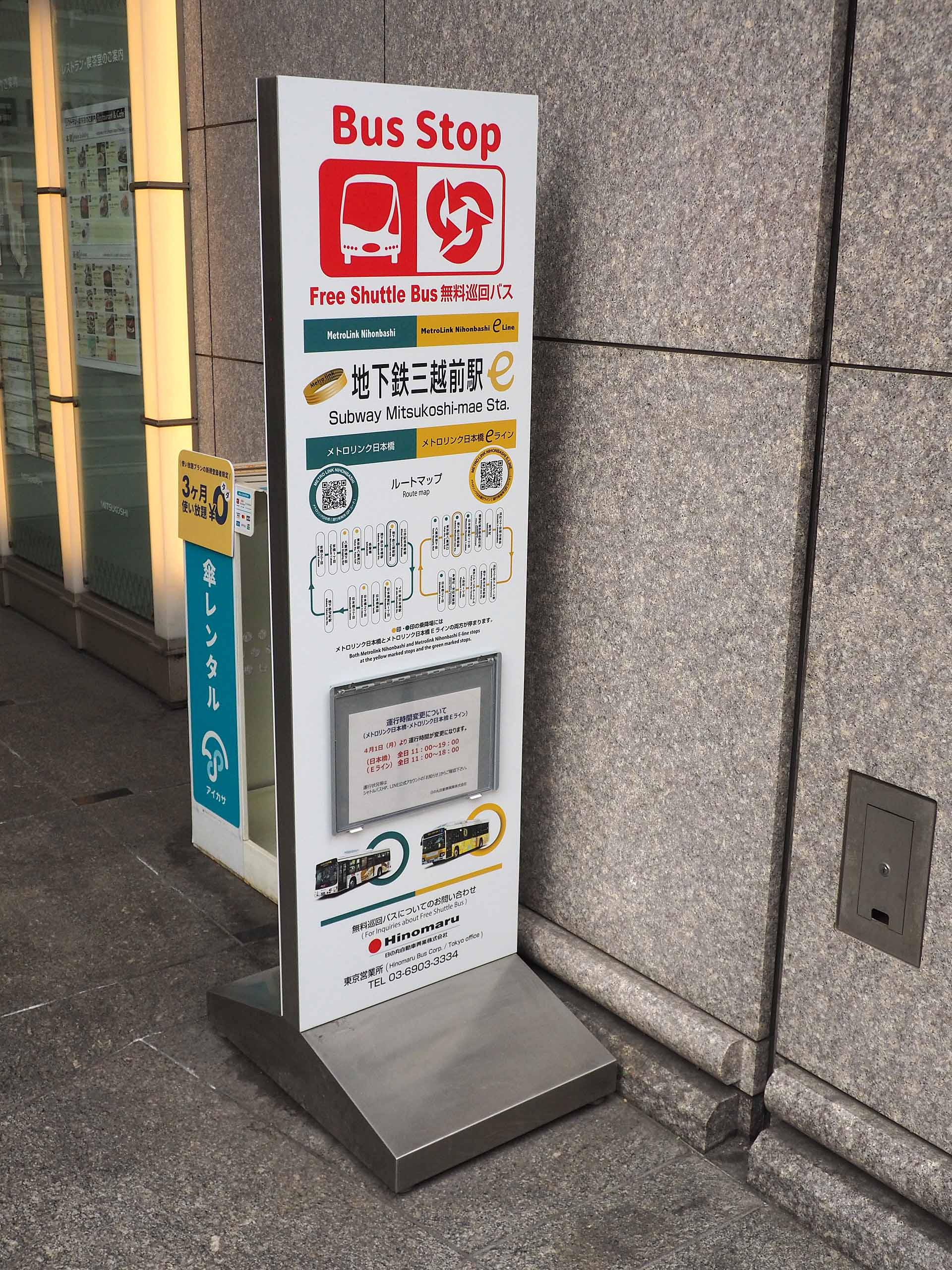
日本橋循環ルートとEラインの共用停留所（地下鉄三越前駅）

### 概要
日本橋地区を南北に結ぶメトロリンク日本橋(日本橋循環・日本橋循環新ルート)の開業から時が流れ、日本橋地区では、COREDO室町2・3の完成などにより、中央通り周辺への集客については成功を収めた。しかし、昭和通りを越え、浜町や人形町など東エリアへ送客し、来街者に街全体を回遊してもらうことが長く課題となっていて、浜町・人形町・兜町方面に無料巡回バスを延伸するというのが永年のテーマであった。そのため、Eラインが開業する以前には、後述の通り、イベント開催時や多客期に限って、無料巡回バスが運行されてきた。しかし、これらはあくまで臨時運行であって、定期運行ではなかった。そこで、これらの地域に東京駅や日本橋周辺の賑わいを広げていくため、日の丸自動車興業が地元の協賛を得る形で、2016年(平成28年)10月1日に、定期運行の無料巡回バスの新路線としてEラインが開業した。このことにより、日本橋地区東エリアに無料巡回バスを延伸するという永年のテーマが完全に実現した。Eラインの開業には、来街者やエリア就業者の利便性の向上を図るとともに、歴史的魅力をもつ同エリアを活性化させるという狙いがある。Eラインの開業により、徒歩や地下鉄で行くには少し不便なエリアも、より便利に街を回遊することが出来るようになった。また、日本橋地区を東西に結ぶEラインの開業により、従来から日本橋地区を南北に結んでいるメトロリンク日本橋(日本橋循環新ルート)と組み合わせて利用すれば、より広範囲に、無料巡回バスのみでの移動が可能となった。

### 運行経路

#### 開業時から現在の経路
| 番号 | 停留所名                 | 停留所位置 | 接続路線・備考 |
| ---- | ------------------------ | --- | --- |
| 1    | 東京駅八重洲口           | 日本橋循環新ルートと停留所共用 | 日本橋循環新ルートと同じ。                                                                                                 |
| ↓    | -                        | - | 常盤橋交差点を右折。 日本橋循環新ルートとは経路が異なるため、「呉服橋」は経由しない。                                      |
| 2    | 地下鉄三越前駅           | 日本橋循環新ルートと停留所共用 | 日本橋循環新ルートと同じ。                                                                                                 |
| ↓    | -                        | - | 「地下鉄三越前駅」→「日本橋室町一丁目」は日本橋循環新ルートと同じ経路 途中の、「三井記念美術館」と「JR新日本橋駅」は通過。 |
| 3    | 日本橋室町一丁目         | 日本橋循環新ルートと停留所共用 | 日本橋循環新ルートと同じ。                                                                                                 |
| ↓    | -                        | - | 江戸桜通り経由 |
| ↓    | -                        | - | みゆき通り経由 |
| 4    | 堀留町東京商品取引所     | くわっちー家 | 小伝馬町駅 - 東京地下鉄: 日比谷線                                                                                          |
| 5    | 富沢町                   | 日本橋BSビル | 東日本橋駅 - 都営地下鉄: 浅草線 馬喰横山駅 - 都営地下鉄: 新宿線 馬喰町駅 - 東日本旅客鉄道: 総武線（快速）                  |
| ↓    | -                        | - | 清洲橋通り経由 |
| 6    | 浜町二丁目明治座前       | 明治座 北循環「浜町駅(明治座前)」停留所の手前 | 浜町駅 - 都営地下鉄: 新宿線                                                                                                |
| 7    | 浜町三丁目トルナーレ前   | トルナーレ日本橋浜町 | |
| ↓    | -                        | - | 新大橋通り経由 |
| ↓    | -                        | - | 水天宮通り経由 |
| 8    | 地下鉄水天宮前駅         | ロイヤルパークホテル正面玄関ロータリー 北循環「蛎殻町二丁目(ロイヤルパークホテル)」(土日祝のみ経由)と停留所共用 このロータリーを回ることによって、水天宮通りを折り返す。 北循環とは違い、Eラインは平日を含め毎日経由し、停車する。 | 水天宮前駅 - 東京地下鉄: 半蔵門線                                                                                          |
| 9    | 東京シティエアターミナル | 東京シティエアターミナル 中央出入口前の停留所に停車 | 水天宮前駅 - 東京地下鉄: 半蔵門線                                                                                          |
| ↓    | -                        | - | 水天宮通り経由 |
| ↓    | -                        | - | 人形町通り経由 |
| 10   | 人形町一丁目             | SALVATORE CUOMO & BAR 人形町店 北循環「人形町駅」停留所と小さな横断歩道を挟んだ先 | 人形町駅 - 東京地下鉄: 日比谷線 - 都営地下鉄: 浅草線                                                                       |
| ↓    | -                        | - | 甘酒横丁経由 |
| 11   | 茅場町・兜町東証前       | 日本ビルディング別館 | 茅場町駅 - 東京地下鉄: 日比谷線・ 東西線                                                                                   |
| ↓    | -                        | - | 平成通り経由 |
| ↓    | -                        | - | 永代通り経由 |
| ↓    | -                        | - | 中央通り経由 |
| 12   | 日本橋二丁目             | 日本橋循環新ルートと停留所共用 | 日本橋循環新ルートと同じ。                                                                                                 |
| ↓    | -                        | - | 日本橋循環新ルートの「日本橋三丁目」を通過。                                                                               |
| ↓    | -                        | - | 日本橋三丁目交差点を右折。                                                                                                 |
| ↓    | -                        | - | 八重洲通り経由 |
| 13   | 八重洲地下街             | 日本橋循環新ルートと停留所共用 | 日本橋循環新ルートと同じ。                                                                                                 |
| ↓    | -                        | - | 「八重洲地下街」→「東京駅八重洲口」は日本橋循環新ルートと同じ経路。                                                        |
| 1    | 東京駅八重洲口           | 同上 | 同上 この先、地下鉄三越前駅方面へ続けて乗車できる。                                                                        |

#### 備考
- 運行時間は、11時00分から18時00分まで。通常は2台のバスが担当する。運行開始時には、「浜町二丁目明治座前発」・「八重洲地下街発」の便が始発便として設定され、環状運転に入る。運行終了の時刻に近い時間帯には、平日・土日祝日ともに、「浜町三丁目トルナーレ前」・「八重洲地下街行」の便が最終便として設定され、これらのバスが終点に到着すると、運行終了とされ、バスは回送される。
  - 開業当初は平日が8時00分から18時00分まで、土曜日・日曜日・祝日が10時00分から20時00分までと、曜日によって異なっていた。
- 一周あたりの距離は約6.6km、所要時間は約50分である[2]。元日(1月1日)を除き、毎日運行される。運行経路全体で、中央通りの通行止めが行われる場合は、その時間帯の便が運休される。
- 「日本橋二丁目」で乗務員(運転手)の交代が行われることがある。
- 全ての停留所に必ず停車して、一旦扉を開ける。路線バスの一般バス停との共用停留所を除き、停留所前のビル(敷地内もしくはビル壁面)に案内板(停留所標識)を設置している(路上ではない)。

### 沿革
- 2016年(平成28年)
  - 10月1日 - 開業[2]。約25分間隔運転。運行開始は「浜町二丁目明治座前」より。「東京駅八重洲口」・「地下鉄三越前駅」・「日本橋室町一丁目」・「日本橋二丁目」・「八重洲地下街」の日本橋循環新ルートとの停留所の共用を開始。
  - 12月14日 - バスの運行情報の提供を、従来のウェブサイト「メトロリンク日本橋バスナビシステム」に加えて、スマートフォン・タブレット端末向けの無料のAndroid用公式アプリケーション「無料巡回バス」でも開始[15]。
- 2017年(平成29年)1月16日 - Android用のものに加えて、無料のiOS用公式アプリケーション「無料巡回バス」でも、バスの運行情報の提供を開始。また、アプリケーションの内容と同一の内容を表示するウェブサイトも17時00分に公開[15][16]。
- 2019年(令和元年)8月1日 - この日より、「東京シティエアターミナル」に乗り入れ開始[30]。
- 2020年（令和2年）
  - 4月8日 - 2019年に発生した新型コロナウイルス感染症 (COVID-19)による緊急事態宣言を受けてこの日より全便運休。
  - 6月8日 - 緊急事態宣言の解除を受けてこの日より運行再開。
- 2021年（令和3年）
  - 10月27日 - 街路工事の関係で「堀留町東京商品取引所」を2022年6月30日までの予定で休止、日本橋室町一丁目 - 日本橋富沢町間は日本橋北詰 - 金座通り - 水天宮通りを迂回運行。
- 2024年（令和6年）
  - 4月1日 - 運行時間帯を縮小、11時から18時とする[31]。

### 名称
メトロリンク日本橋Eラインの「Eライン」の「E」は、EDO(江戸)・Eco・East・Eat・Enjoyに由来する。

### テーマカラー
テーマカラーは、日本の伝統色である山吹色■である。

### 車両
三菱ふそう・エアロミディMEと日野・ブルーリボンシティハイブリッド各1台が就役する。車両の外装は、テーマカラーである山吹色をメインとして装飾されている。車体前面上部に「浜町・人形町・兜町方面」の文字が貼られている車両もある。2017年の春には日野・ブルーリボンハイブリッドが加わっている。

### 運行情報提供
開業から2か月半の間、バスの運行情報は、「現在バスがどことどこの停留所の間を走行中か」ということのみを、ウェブサイト「メトロリンク日本橋バスナビシステム」のみで提供していたが、2016年12月14日からはAndroid用の、さらに2017年1月16日からはiOS用の、スマートフォン・タブレット端末向けの無料の公式アプリケーション「無料巡回バス」でも、運行情報の提供を開始した。Android用はGoogle Playにて、iOS用はiTunesにて、無料でダウンロードの上、インストールすることにより、入手することができる。このアプリケーションは、もともと丸の内シャトルについてのアプリケーションとして開発・配布されていたものが、日本橋循環新ルートとEラインにも追加で対応したものであり、もともとこのアプリケーションがインストールされていた端末には、アプリケーションのアップデートという扱いで配布された。また、日本橋循環新ルートとEラインへの対応に伴い、アプリケーションの名称も、「丸の内シャトルアプリ」から「無料巡回バス」に改められた。アプリケーション上では、「地図上におけるバスの正確な位置情報」・「各停留所に次のバスとその次のバスがあと何分後に到着するか」・「各停留所の始発と終発のバスの発車時刻とその終点」・「各停留所の周辺の施設情報」・「現在地から最寄りの停留所までの道案内」が提供されている。iOS用のアプリケーションの公開と同日の17時00分に、アプリケーションの内容と同一の内容を表示するウェブサイトも公開された。また、Eラインの公式ウェブサイトでも同一の内容が表示されるようになった。

### 協賛企業・後援団体
開業以来、自治体からの支援は受けておらず、すべて民間企業による協賛によって成り立っている。協賛のメリットとして、車内外を広告として使用できるといった目に見える形のものもあるが、基本的には、地元をみんなで盛り上げていこうという街おこしの一環である。

#### 現在の協賛企業・後援団体

##### 協賛企業
- 三井不動産
- 安田不動産
- 大栄不動産
- 髙島屋
- 東京シティ・エアターミナル
- 野村證券
- 平和不動産
- 三井不動産レジデンシャル
- 三越
- 明治座
- ANAセールス
- 清水建設
- 新日本空調
- 大成建設
- 東京商品取引所
- 東京建物
- 長瀬産業
- 日本取引所グループ
- にんべん
- 野村不動産
- 八重洲地下街
- ロイヤルパークホテル

##### 後援団体
- 日本橋地域ルネッサンス100年計画委員会
- 名橋「日本橋」保存会
- 人形町商品街協同組合
- 日本橋料理飲食業組合
- 日本橋久松料理飲食業組合

### Eライン開業前に運行された臨時無料巡回バス
日本橋地区東エリアでは、定期運行の無料巡回バスの新路線であるEラインが開業する以前には、先述の通り、イベント開催時や多客期に、臨時の無料巡回バスが運行されていた。全てEラインと同じく日の丸自動車興業による運行で、路線バスタイプの車両や、トロリー風バス「クラシックスカイバス」が使用された。

#### 人形市無料シャトルバス
2010年(平成22年)から2015年(平成27年)まで、毎年10月の人形町の人形市の期間中に、日本橋室町から日本橋浜町、日本橋人形町を周回する経路で運行された。2011年(平成23年)以降は、「クラシックスカイバス」で運行された。2016年(平成28年)以降は、定期運行のEラインが開業したため、運行されていない。

#### 日本橋桜バス
2014年(平成24年)から2016年(平成28年)の春休みに開催された、「日本橋桜フェスティバル」期間中の、土曜・日曜・祝日に、「クラシックスカイバス」で運行され、年によっては路線バスタイプの車両も併用された。こちらも2017年(平成29年)は、定期運行のEラインが開業したため、運行されていない。

#### 昭和レトロめぐり連携バス(都電ラッピングトロリーバス)
2015年(平成27年)の秋に開催された、「東京駅～日本橋 昭和レトロめぐり」期間中の、土曜・日曜・祝日に運行された。使用車両は、「クラシックスカイバス」の外装に、都電全盛期の「黄色に赤帯」の車両を彷彿とさせるラッピングを施したものであった。

#### 子宝丸
2013年(平成25年)3月1日から2016年(平成28年)4月7日まで、日本橋蛎殻町に本社殿をおく水天宮は、建て替え工事のため、日本橋浜町の明治座付近に仮宮を設けて遷座していた。参詣客の便宜を図るため、ロイヤルパークホテルから仮宮まで土曜・日曜・祝日および大安と戌の日に無料シャトルバス「子宝丸」が運行され、路線バスタイプの車両が使用された。「子宝丸」の名称はは一般公募により決まったもので、車体の外装には、水天宮の絵馬の絵柄が描かれていた。車内では、昭和初期の水天宮の映像が流されていた。

#### 金魚トロリーバス
2016年(平成28年)の夏休みに開催された、「ECO EDO 日本橋」期間中、つまりEライン開業直前の土曜・日曜・祝日に、「クラシックスカイバス」で運行された。

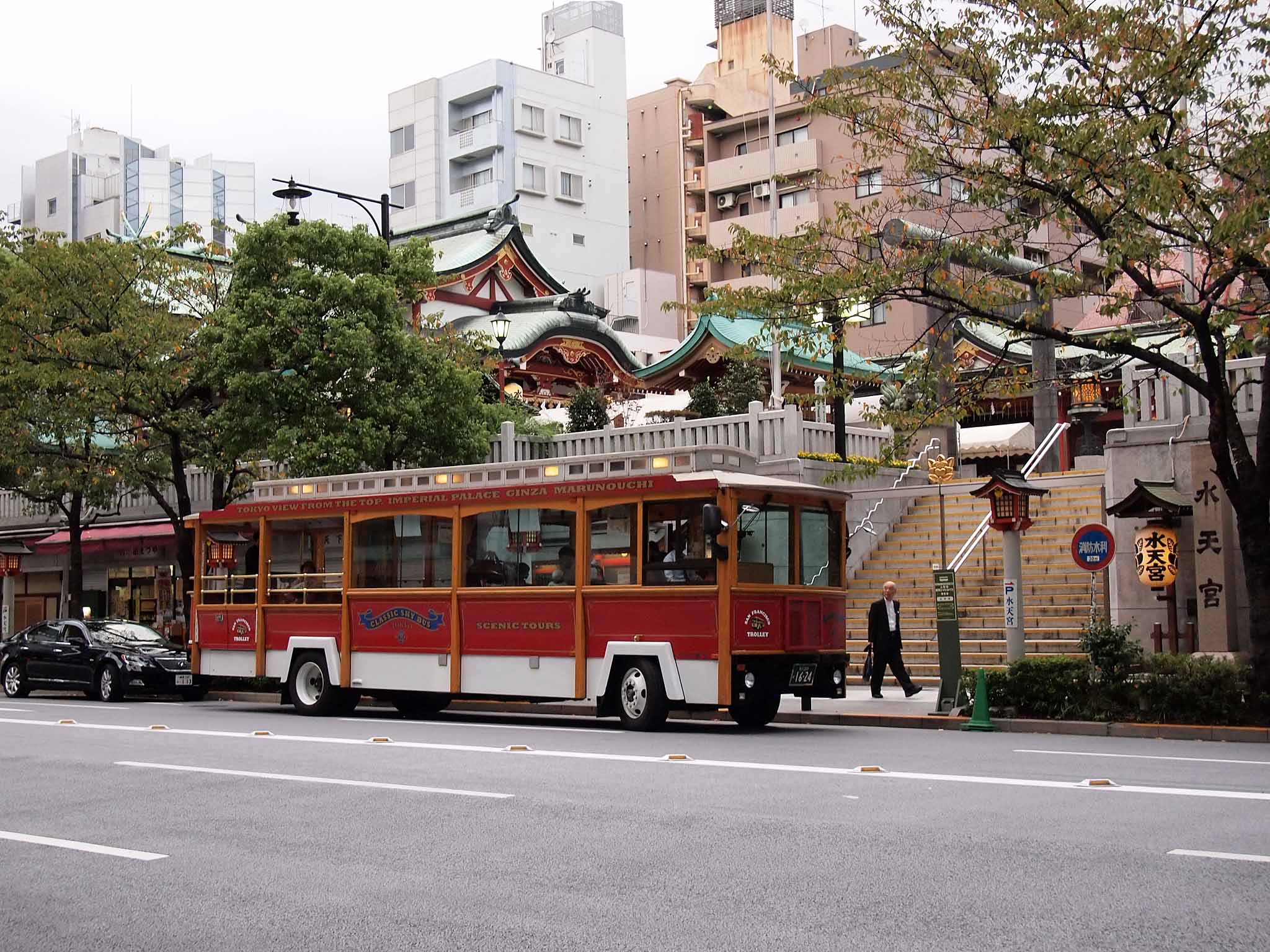
人形市無料シャトルバス(2012年)
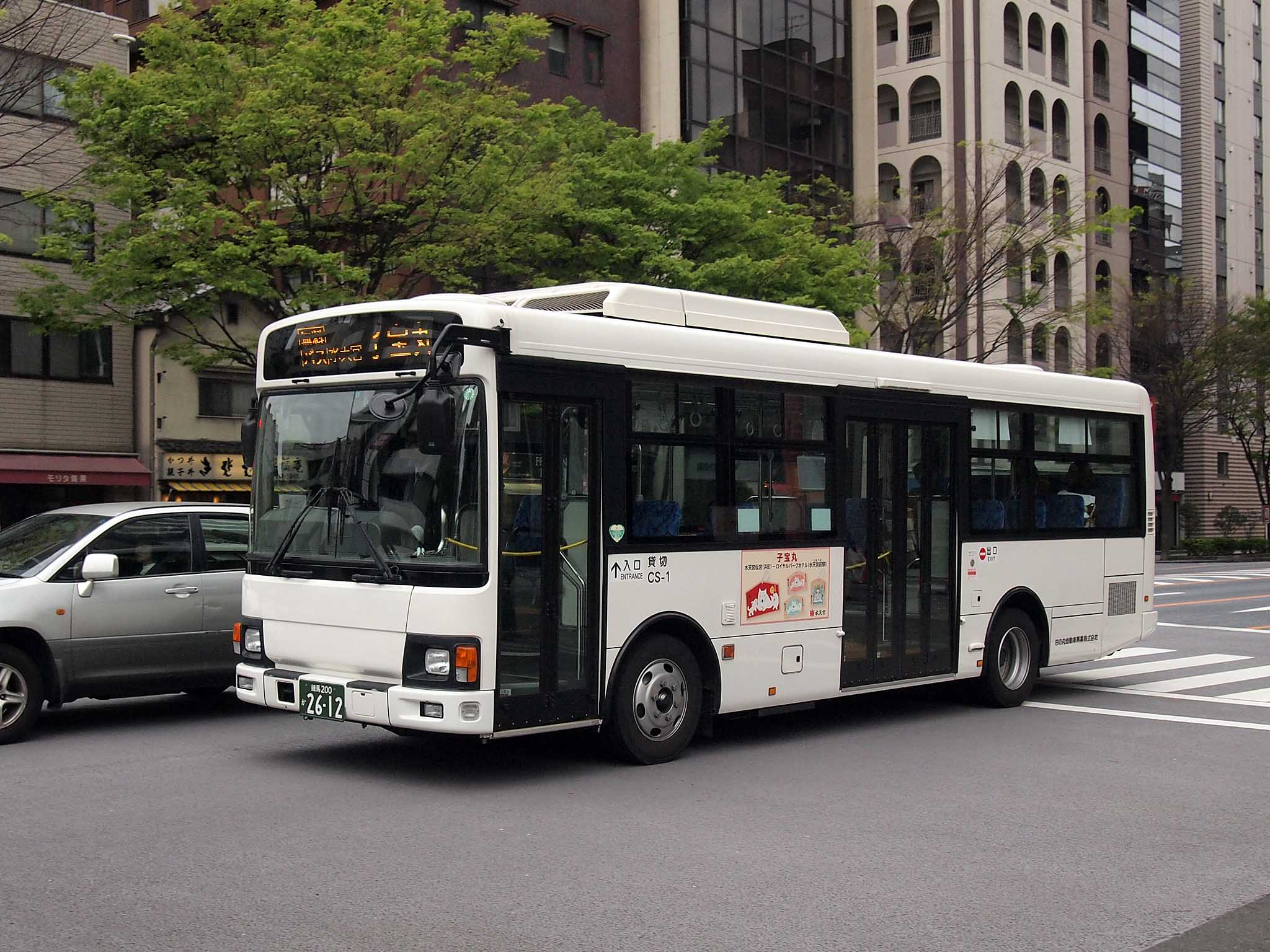
子宝丸(2013年)
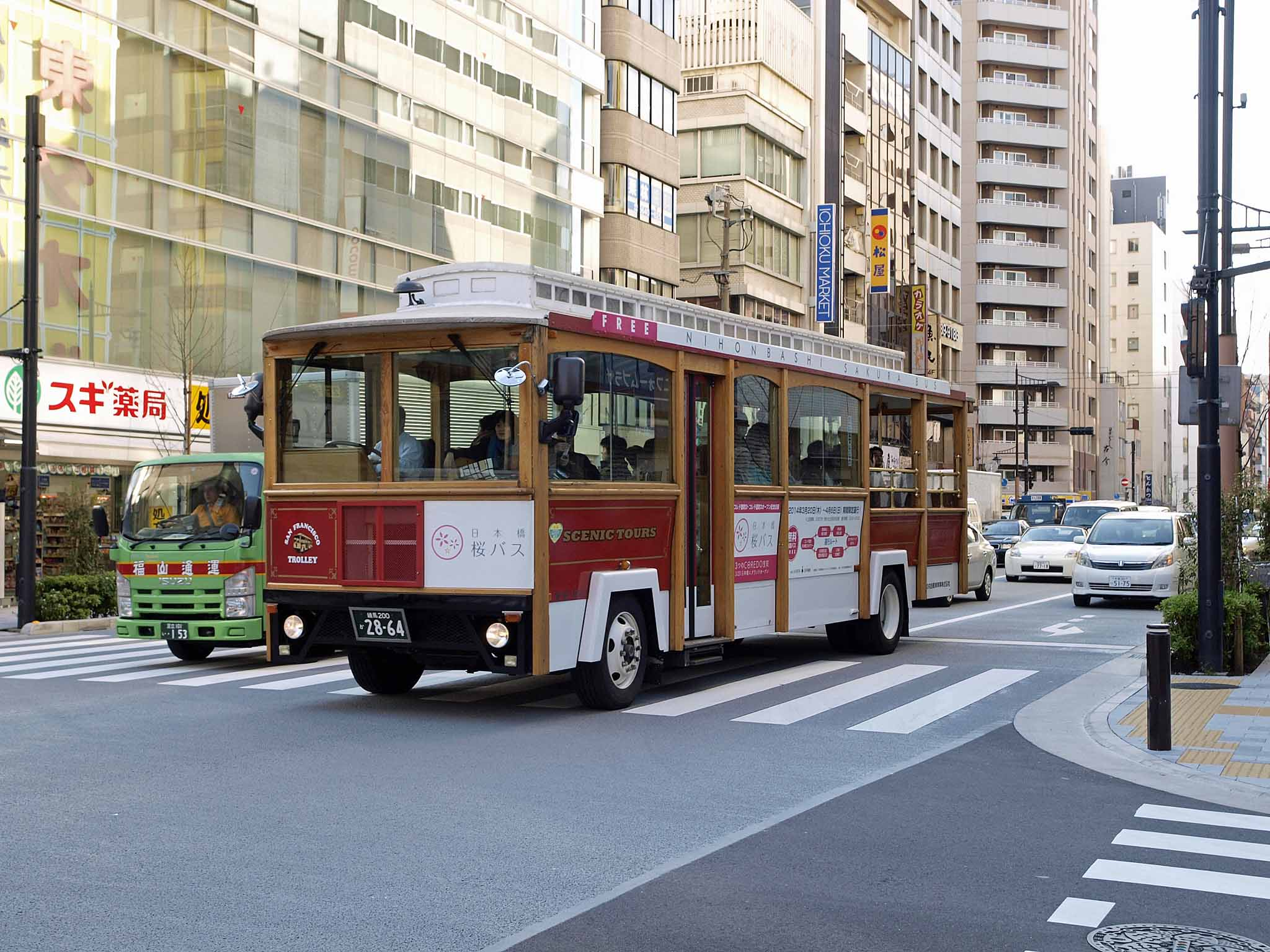
日本橋桜バス(2014年)
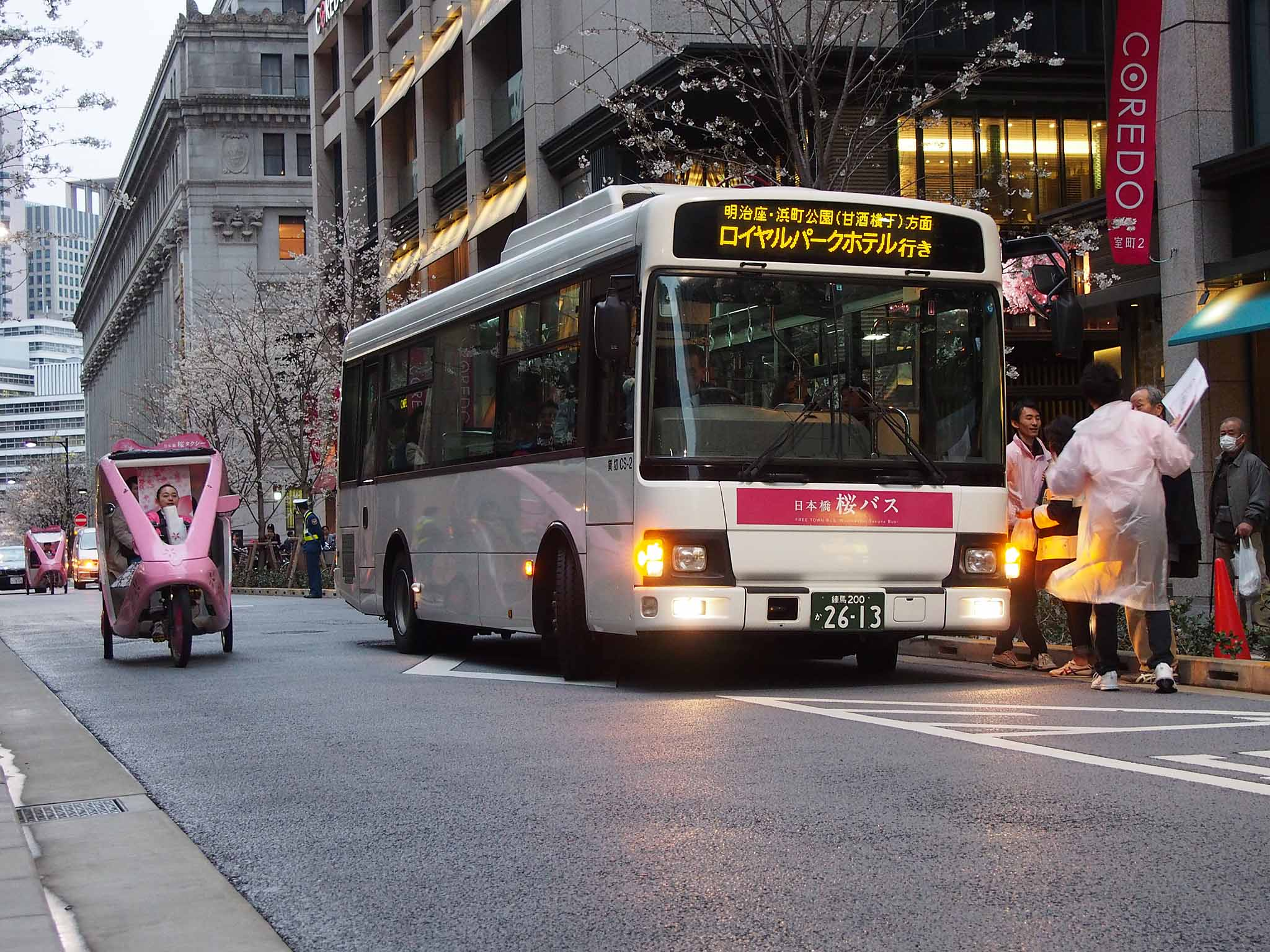
日本橋桜バス(2015年)
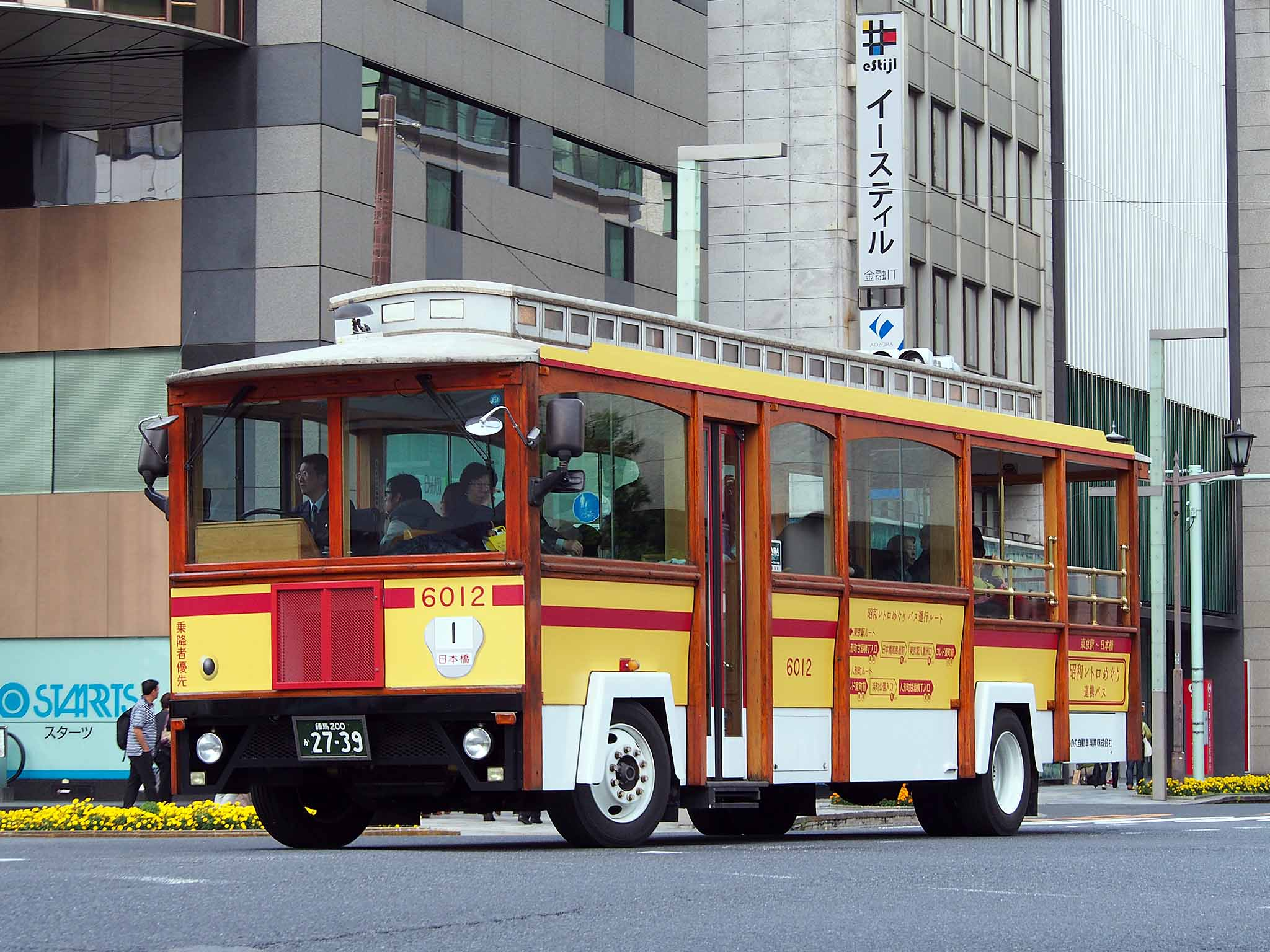
昭和レトロめぐり連携バス(2015年)